# ATP Challenger Olbia
Der ATP Challenger Olbia (offiziell: Olbia Challenger) ist ein Tennisturnier, das mit Unterbrechungen seit 1996  in Olbia, Italien, stattfindet. Es gehört zur ATP Challenger Tour und wird im Freien auf Hartplatz gespielt. Stefano Pescosolido im Einzel und Giorgio Galimberti im Doppel gewannen je zwei Titel. Daniele Bracciali und Omar Camporese gewannen je einen Titel pro Konkurrenz.

## Liste der Sieger

### Einzel
| Jahr                         | Sieger                  | Finalgegner              | Ergebnis      |
| ---------------------------- | ----------------------- | ------------------------ | ------------- |
| 2024                         | Martín Landaluce        | Mattia Bellucci          | 6:4, 6:4      |
| 2023                         | Kyrian Jacquet          | Flavio Cobolli           | 6:3, 6:4      |
| 2006–2022: nicht ausgetragen |                         |                          |               |
| 2005                         | Tomas Behrend           | Alessio di Mauro         | 6:1, 4:6, 7:5 |
| 2004                         | Stefano Pescosolido (2) | Daniel Köllerer          | 6:1, 6:2      |
| 2003                         | Nicolás Almagro         | Martín Vassallo Argüello | 6:2, 6:3      |
| 2002                         | Didac Pérez             | Leonardo Olguín          | 2:6, 6:4, 6:3 |
| 2000–2001: nicht ausgetragen |                         |                          |               |
| 1999                         | Stefano Pescosolido (1) | Giorgio Galimberti       | 6:7, 6:4, 7:6 |
| 1998                         | Daniele Bracciali       | Eyal Ran                 | 7:6, 6:4      |
| 1997                         | Diego Nargiso           | Daniele Musa             | 5:7, 6:2, 6:3 |
| 1996                         | Omar Camporese          | Marzio Martelli          | 4:6, 6:4, 6:3 |

### Doppel
| Jahr                         | Sieger                                   | Finalgegner                          | Ergebnis         |
| ---------------------------- | ---------------------------------------- | ------------------------------------ | ---------------- |
| 2024                         | Oleksij Krutych Witalij Satschko         | Íñigo Cervantes David Pichler        | 4:6, 6:1, [10:5] |
| 2023                         | Rithvik Choudary Bollipalli Arjun Kadhe  | Ivan Sabanov Matej Sabanov           | 6:1, 6:3         |
| 2006–2022: nicht ausgetragen |                                          |                                      |                  |
| 2005                         | Massimo Bertolini Uros Vico              | Alessio di Mauro Tomas Tenconi       | 6:4, 6:4         |
| 2004                         | Daniele Bracciali Giorgio Galimberti (2) | Hermes Gamonal Ignacio González King | 6:3, 6:4         |
| 2003                         | Alessio di Mauro Vincenzo Santopadre     | Julien Jeanpierre Mike Scheidweiler  | 2:6, 6:4, 6:2    |
| 2002                         | Filippo Messori Vincenzo Santopadre      | Sergi Bruguera Juan Antonio Marín    | 3:6, 6:4, 6:4    |
| 2000–2001: nicht ausgetragen |                                          |                                      |                  |
| 1999                         | Omar Camporese Giorgio Galimberti (1)    | Filippo Messori Massimo Valeri       | 6:4, 6:1         |
| 1998                         | Todd Larkham Chris Wilkinson             | Thomas Shimada Filippo Veglio        | 3:6, 6:3, 7:6    |
| 1997                         | Geoff Grant Maurice Ruah                 | Mosè Navarra Stefano Pescosolido     | 3:6, 6:2, 7:5    |
| 1996                         | Nicola Bruno Stéphane Simian             | Geoff Grant Maurice Ruah             | 7:5, 6:4         |